# Artemether
Artemether là tên một loại thuốc được sử dụng để điều trị bệnh sốt rét. Dạng tiêm của thuốc thường được sử đụng để đặc trị cho bệnh sốt rét nghiêm trọng hơn là quinin. Thuốc này có thể không hiệu quả bằng artesunate. Chúng được đưa vào cơ thể bằng cách tiêm vào cơ bắp. Thuốc cũng có sẵn dạng uống khi sử dụng kết hợp với lumefantrine, được gọi là artemether/lumefantrine.
Artemether gây ra ít tác dụng phụ. Nhịp tim bất thường hiếm khi xảy ra. Mặc dù có bằng chứng cho thấy việc sử dụng thuốc khi đang mang thai có thể gây ra các tác hại trên các động vật mô hình, không có những quan sát tương tự khi nghiên cứu trên người. Do đó, Tổ chức Y tế Thế giới vẫn khuyến nghị có thể sử dụng chúng trong khi mang thai. Đây là một thuốc thuộc nhóm artemisinin.
Artemether đã được nghiên cứu từ ít nhất là từ năm 1981 và được sử dụng trong y tế từ năm 1987. Nó nằm trong danh sách các thuốc thiết yếu của Tổ chức Y tế Thế giới, tức là nhóm các loại thuốc hiệu quả và an toàn nhất cần thiết trong một hệ thống y tế. Chi phí bán buôn ở các nước đang phát triển là từ 0,38 đến 16,47 USD / lọ. Công thức phối hợp có giá từ 100 đến 200 USD cho một quá trình điều trị tại Hoa Kỳ.